# Cobitis zanandreai
Cobitis zanandreai är en fiskart som beskrevs av Cavicchioli, 1965. Cobitis zanandreai ingår i släktet Cobitis och familjen nissögefiskar. IUCN kategoriserar arten globalt som sårbar. Inga underarter finns listade i Catalogue of Life.